# 伊格爾羅克 (密蘇里州)
伊格爾羅克（英語：Eagle Rock）是位於美國密蘇里州巴里縣的普查規定居民點。

## 歷史
伊格爾羅克的郵局自1886年營運至今。

## 人口
根據2020年美國人口普查的數據，伊格爾羅克的面積為7.14平方千米，當中陸地面積為6.05平方千米，而水域面積為1.09平方千米。當地共有人口195人，而人口密度為每平方千米27.31人。